# Beaumont (Haiti)
Beaumont este o comună din arondismentul Corail, departamentul Grand'Anse, Haiti, cu o suprafață de 155,34 km2 și o populație de 28.720 locuitori (2009).